# Karl Otto Schmidt
Pour les articles homonymes, voir Schmidt.
Karl Otto Schmidt ou K.O. Schmidt, aussi sous le pseudonyme Hilarion, est né le 26 janvier 1904 à Laboe près de Kiel (province du Schleswig-Holstein) en Empire allemand, et mort le 21 décembre 1977 à Reutlingen (Bade-Wurtemberg) en Allemagne.
Érudit et écrivain spiritualiste allemand spécialisé dans la description des méthodes vérifiées par la psychologie dynamique ; l'application de ces méthodes aidant chacun à se rendre maître de sa vie et de son destin.